# Алберико да Барбијано
Алберико да Барбијано (итал. Alberico da Barbiano) био је италијански кондотијер и војсковођа из друге половине 14. века.

## Живот и рад
Пореклом из старе племићке породице, Барбијано је од младости служио као најамник у страним најамничким компанијама, које су у то време биле главна оружана сила у Италији, али и страх и трепет читаве земље. Огорчен насиљима која су страни плаћеници чинили локалном становништву, Барбијано је напустио компанију Џона Хоквуда и основао сопствену Компанију Светог Ђорђа (итал. San Giorgio), у коју је примао само Италијане. Строга дисциплина и хумано поступање са локалним становништвом донели су Компанији светог Ђорђа, познатој и као Италијанска компанија (итал. Itallica) за кратко време велику популарност.
Победа Алберика да Барбијана 30. априла 1380. код Марина, коју је извојевао у служби папе над гаскоњским и бретонским најамницима, отворила је еру домаћих кондотијера у Италији.

### Битка код Марина
Код Марина, варошице 21 км југоисточно од Рима, Барбијано је у служби римског папе Урбана VI са својом компанијом од око 7.000 људи, управо 1.000 копаља са одговарајућом пешадијом, потукао 30. априла 1380 (наводе се 28. и 29. април 1379) стране најамнике (већином Бретонце) авињонског папе Клемента VII, под командом кондотијера Жана Малестроа (фр. Jean Malestroit). Том битком започело је опадање страних најамничких компанија у Италији.